# نقد اليهودية
انتقاد اليهودية يشير إلى انتقاد العقائد الدينية اليهودية والنصوص والقوانين والممارسات. نشأ النقد المبكر في الجدال بين الأديان بين المسيحية واليهودية. أدت المناظرات الهامة في العصور الوسطى أدت إلى واسعة النطاق. وتعكس الانتقادات الحديثة أيضًا الانشقاقات اليهودية بين الفروع بين اليهودية الأرثوذكسية واليهودية المحافظة واليهودية الإصلاحية.

## موسى
لم تخل شخصية موسى من النقد، وقد اعتبرها توماس باين أواخر القرن الثامن عشر بعد أن درس «قوانين موسى في عصر العقل» بأنّ «شخصية موسى كما جاءت في الكتاب المقدس، أكثر بشاعة مما يمكن أن يتصور»؛ في القرن التاسع عشر كتب الملحد روبرت إنجرسول: «إن كل جاهل، سيئ السمعة، لا قلب له، يستوحي من أسفار موسى الخمسة، التي هي أخطاء موسى»، في عام 2000 كسابقه توماس باين قال ريتشارد دوكينز معلقًا على المعارك التي واجهت بني إسرائيل خلال مرحلة الخروج كما في سفر العدد 31 بأن «موسى ليس قدوة عظيمة لعلماء الأخلاق الحديثة».

## النصوص الدينية

### التلمود
كتب المؤرخ مايكل ليفي رودكينسون في كتابه «تاريخ التلمود»، أن منتقدي التلمود، سواء أثناء أو بعد تشكيله، «اختلفوا في شخصياتهم وأشياءهم وأفعاله» ويوثق الكتاب عددًا من النقاد والمضطهدين. بما في ذلك نيكولاس دونين، ويوهانس بفيفركورن، ويوهان أندرياس إيسينمنجر، وفرانك، وأوغست روهلينغ. وتأتي العديد من الهجمات من مصادر معادية للسامية، وخاصةً من قبل المسيحيين مثل جوستيناس برانايتس أو إليزابيث ديلينغ أو ديفيد دوك. وتعرض التلمود انتقادات أيضًا من مصادر إسلامية، ومصادر يهودية، ومن الملحدين والمتشككين من أمثال كريستوفر هيتشنز ودنيس ديدرو. وتشمل التهم الموجهة ضد التلمود:
1. محتوى مناهض للمسيحية أو ضد غير اليهود.[13][14][15][16]
2. محتوى جنسي أو غير أخلاقي.[17]
3. تزوير الكتاب المقدس.[18][19][20]

يجادل المدافعون عن التلمود بأن العديد من هذه الانتقادات، وخاصةً تلك التي في مصادر معادية للسامية، تستند إلى اقتباسات مأخوذة من سياقها، وبالتالي تحريف لمعنى نص التلمود. في بعض الأحيان يكون التزوير متعمدًا، وفي أحيان أخرى بسبب عدم القدرة على فهم الروايات الخفية والمربكة أحيانًا في التلمود. بعض الاقتباسات المقدمة من قبل النقاد تتعمد حذف المقاطع من أجل توليد نصوص لتبدو مسيئة أو مهينة.

## العقائد والمبادئ

### الله الشخصي
قد انتقد باروخ سبينوزا، ومورديشاي كابلان، والملحدين البارزين، الديانة اليهودية لأن لاهوتها ونصوصها الدينية تصف إلهًا شخصيًا له محادثات مع شخصيات مهمة من إسرائيل القديمة (موسى وإبراهيم، وما إلى ذلك) والعلاقات والعهود مع الشعب اليهودي. اعتقد سبينوزا وكابلان أن الله مجرّد أو غير شخصي أو قوة طبيعة. اقترح عالم اللاهوت والفيلسوف فرانز روزنزويغ أن كلا وجهتي النظر صالحة ومتكاملة في اليهودية.

### شعب الله المختار
معظم فروع اليهودية تعتبر اليهود «الشعب المختار» بمعنى أن لديهم دور خاص «للحفاظ على ما كشفه الله»، أو «تأكيد إنسانيتنا المشتركة». وينعكس هذا الموقف، على سبيل المثال، في بيان سياسة اليهودية الإصلاحية الذي ينص على أن اليهود يتحملون مسؤولية «التعاون مع جميع الرجال في إقامة ملكوت الله، والأخوة الشاملة، والعدل، والحقيقة والسلام على الأرض». بعض العلمانيين والنقاد المنتمين إلى أديان أخرى يدعون أن المفهوم ينطوي على المحاباة أو التفوق، كما هو حال بعض النقاد اليهود، مثل باروخ سبينوزا. ويجد العديد من اليهود أن مفهوم الاختلاط إشكالي أو مفارقة تاريخية، وأدت هذه المخاوف إلى تشكيل اليهودية المعاد بناؤها، والذي رفض مؤسسها، مورديخاي كابلان، مفهوم اليهود كأشخاص مختارين، وجادل بأن وجهة نظر اليهود حيث أن الأشخاص المختارين كانوا إثنيون.

## نقد فلسفي
النقد الفلسفي لليهودية هو إما جزء من النقد الديني بشكل عام، أو يركز بشكل خاص على الجوانب الفريدة للدين اليهودي. إيمانويل كانط هو مثال على هذا الأخير. كانط يعتقد أن اليهودية فشلت في «تلبية المعايير الأساسية للدين» عن طريق الطاعة الخارجية للقوانين الأخلاقية، مع التركيز العلماني، وتفتقر إلى القلق على الخلود.

## أخلاقيات

### العنف
بعض النقاد للدين مثل جاك نيلسون يجادل بأن جميع الأديان التوحيدية هي عنيفة بطبيعتها. على سبيل المثال، كتب نيلسون-بالماير أن «اليهودية والمسيحية والإسلام ستواصل المساهمة في تدمير العالم إلى أن يتحدى كل منهما العنف في» النصوص المقدسة«وإلى أن يؤكد كل منها على اللاعنف، بما في ذلك قوة الله اللاعنفية».
يكتب بروس فيلير عن التاريخ القديم أن «اليهود الذين يعتزون بأنفسهم ويقولون بأن الإسلام هو الدين العنيف الوحيد، يتجاهلون ماضيهم عن قصد. ولا يوجد في أي مكان صراع بين الإيمان والعنف يوصف بشكل أكثر وضوحًا، ومع المزيد من التفاصيل حول القسوة، من الكتاب المقدس العبري». وبالمثل، يصف كل من براجراييف وفرفين العهد القديم بأنه مليء بالعنف ودليل على مجتمع عنيف وإله عنيف. ويكتبون عن ذلك «العديد من نصوص العهد القديم توصف قوة ومجد إله إسرائيل بلغة العنف». ويؤكدون أن أكثر من ألف مقطع يشير إلى يهوه على أنه يتصرف بعنف أو يدعم عنف البشر وأن أكثر من مائة مقطع يحتوي على أوامر إلهية لقتل البشر.
وتجادل الكنائس واللاهوتيين المسيحيين الإستبداليين بأن الديانة اليهودية هي دين عنيف وأنَ إله إسرائيل هو إله عنيف، في حين أن المسيحية هي دين سلام وأن إله المسيحية هو الذي يعبر عن الحب فقط. في حين أن هذه النظرة كانت شائعة في تاريخ المسيحية، وظلت فرضية شائعة بين المسيحيين، فقد رفضها اللاهوتيون والطوائف المسيحية الرئيسية منذ الهولوكوست.:1–5
وإن حب السلام والسعي إلى السلام، وكذلك القوانين التي تتطلب القضاء على الشر، والتي تستخدم في بعض الأحيان وسائل العنف، تتعايش في التقليد اليهودي.
استخدم بعض القادة الصهاينة أحيانًا المراجع الدينية كمبرر لمعاملة العرب بالعنف في فلسطين. وفي عدة مناسبات، ارتبط الفلسطينيون بخصومات التوراة. على سبيل المثال، أوصى الحاخام إسرائيل هيس بقتل الفلسطينيين، استنادًا إلى آيات من التوراة.

### العبودية

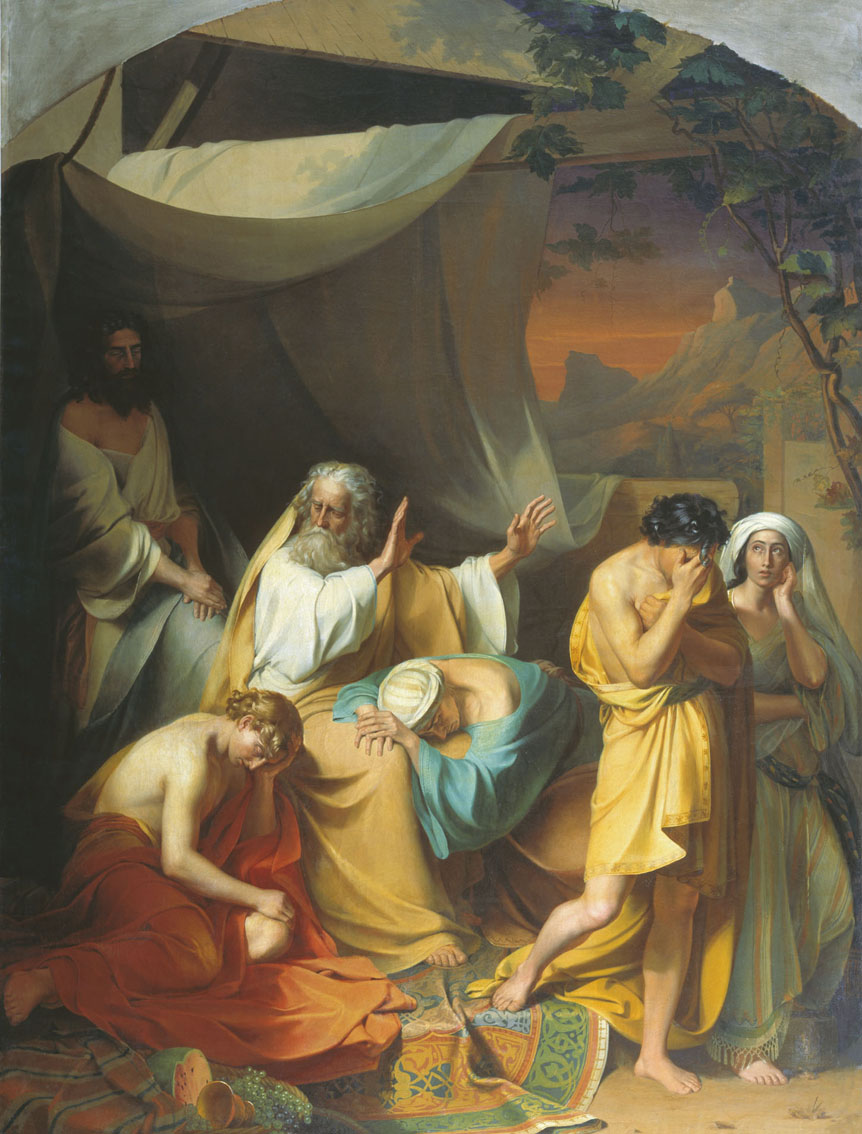
لوحة لإيفان ستيبانوفيتش سينوفونتوف لنوح وهو يؤنب إبنه حام.

تختلف وجهات النظر اليهودية حول العبودية من الناحية الدينية والتاريخية. تحتوي النصوص الدينية القديمة والقرطوسية على العديد من القوانين التي حول ملكية العبيد والتعامل معهم. والنصوص التي تحتوي على مثل هذه اللوائح تشمل التناخ، والتلمود، والمشناه ومشناه توراة للحاخام موسى بن ميمون، وشولحان عاروخ من قبل الحاخام يوسف كارو. تشبه قوانين العبودية الإسرائيلية الأصلية الموجودة في التوراة بعضًا من قوانين العبودية في القرن الثامن عشر قبل الميلاد في شريعة حمورابي. وتغيرت اللوائح بمرور الوقت. احتوت التوراة على مجموعتين من القوانين، واحدة للعبيد الكنعانيين، ومجموعة قوانين أكثر تساهلاً للعبيد العبرانيين. من وقت أسفار موسى الخمسة، تم تطبيق القوانين المخصصة للكنعانيين على جميع العبيد من غير العبرانيين. وتحتوي قوانين العبودية في التلمود، والتي تعود من القرن الثاني حتى القرن الخامس الميلادي، على مجموعة واحدة من القواعد للتعامل مع جميع العبيد، على الرغم من وجود بعض الإستثناءات القليلة حيث يعامل العبيد من العبرانيين بشكل مختلف عن العبيد غير العبرانيين. وتشمل القوانين عقوبة لأصحاب العبيد الذين يسيئون معاملة عبيدهم. في العصر الحديث، عندما سعت حركة إلغاء العبودية إلى حظر العبودية، استخدم أنصار العبودية القوانين لتوفير التبرير الديني لممارسة العبودية.
وتشير لعنة حام إلى اللعنة التي حلت على كنعان ابن حام حفيد نوح، وذلك بسبب رؤية حام لعورة أبيه نوح فتم لعن حام وإبنه وذكر أن أمته ستكون عبداً لبقية الأمم، ربطت هذه اللعنة في وقت لاحق بلون سواد بشرة الأفريقيين وبأنهم هم العبيد المقصودين في اللعنة، على الرغم من رفضها في التفسيرات المسيحية واليهودية للكتاب المقدس.
تاريخياً، كان بعض اليهود يمتلكون العبيد ويتاجرون بهم. وكانوا لاعبين مهمين في تجارة الرقيق في العصور الوسطى في أوروبا حتى حوالي القرن الثاني عشر. وتم نشر العديد من الأعمال العلمية للدحض الإشاعات المعادية للسامية حول السيطرة اليهودية على تجارة الرقيق في أفريقيا والأمريكتين في القرون اللاحقة، وإظهار أن اليهود ليس لديهم تأثير كبير أو مستمر على تاريخ العبودية في العالم الجديد. حيث كان لديهم عبيد أقل بكثير بالمقارنة مع غير اليهود في كل الأراضي الإسبانية في أمريكا الشمالية ومنطقة البحر الكاريبي، ولم يلعبوا في أي وقت دورًا رائدًا كممولين أو مالكي سفن أو من عوامل في تجارة الرقيق عبر المحيط الأطلسي أو الكاريبي.

### المثلية الجنسية
في عدد من الطوائف اليهودية، تعتبر ممارسة السلوكيات المثلية بين الذكور فاحشة وخطيئة كبيرة يجب الامتناع عنها. عقوبة المخالف هي القتل، رغم أنَّ اليهودية الرابيَّة لم تعد تؤمن بأنَّ من نفوذها تنفيذ أحكام الإعدام. وقد ذكرت في العهد القديم قصة هلاك مدينتي سدوم وعمورة بسبب خطايا أهلها، ومنها سلوكهم المثلي (كما هو واضح في سفر التكوين، الإصحاح 19)، إذ دمرها وأحرقها الله بالكامل وجعل السماء تمطر ناراً وكبريتاً بسبب عدم توبتهم عن خطاياهم. بالمقابل هناك طوائف يهودية تتقبل المثلية الجنسية والمثليين ولا تعتبرها فاحشة أوخطيئة وتعترف بالزواج المثلي الأحادي، مثل اليهودية الإصلاحية وحركة إعادة إعمار اليهودية واليهودية الليبرالية.

## ممارسات

### الذبح حسب الكشروت

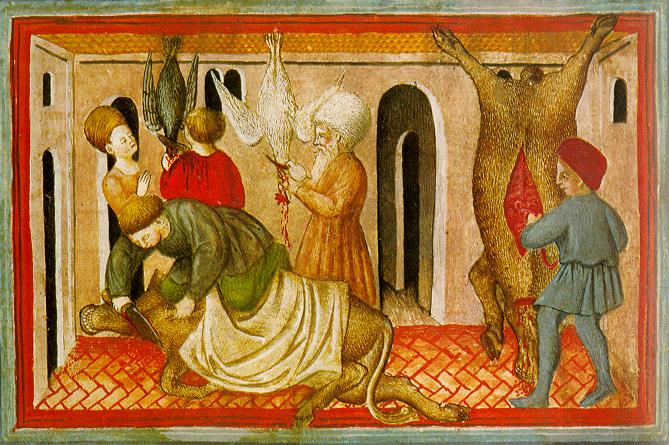
رسم للشحيطه (ذبح يهودي).

الشحيطه هي أحكام ذبح الطيور والحيوانات الثديية في اليهودية، حيث يذبح الحيوان بقطع عنقه بسكين حادة لإخراج الدم. وجذبت تاريخياً انتقادات من قبل غير اليهود كما زُعم أنها غير إنسانية وغير صحية، وجزئياً كشاحنة معادية للسامية حيث تدعي أن أكل اللحوم المذبوحة طقسيًّا سبّب انحطاطًا، وفي جزء من الدوافع الاقتصادية لإقصاء اليهود من صناعة اللحوم. لكن في بعض الأحيان، كانت هذه الانتقادات موجهة إلى اليهودية كدين. في عام 1893، حاول المدافعون عن حقوق الحيوان بإقامة حملات ضد الشحيطه في أبردين والربط بين القسوة والممارسة الدينية اليهودية. في عقد 1920، ادعى النقاد البولنديون أن ذبح الكوشير لا أساس لها في الكتاب المقدس. في المقابل، تجادل السلطات اليهودية بأن أساليب الذبح تعتمد بشكل مباشر على سفر التثنية، وأن «هذه القوانين ملزمة لليهود اليوم».
وفي الآونة الأخيرة، اجتذبت الشحيطه انتقادات من بعض الجماعات المعنية بالرفق بالحيوان، والتي تدعي أن عدم وجود أي شكل من أشكال التخدير قبل قطع الوريد الوداجي للحيوان يسبب آلامًا ومعاناة لا داعي لها. وتم إصدار الدعوات إلى إلغاء طريقة الذبح اليهودية في عام 2008 من قبل غرفة الأطباء البيطريين في ألمانيا، وفي عام 2011 من قبل حزب الحيوانات في البرلمان الهولندي. في كلتا الحالتين، ردت الجماعات اليهودية بأن الانتقادات كانت هجمات ضد دينهم.
يقول مؤيدو طريقة الذبح اليهودية أن اليهودية تتطلب هذه الممارسة على وجه التحديد لأنها تعتبر إنسانية. وتظهر الأبحاث التي أجراها تيمبل غراندين وجو م. ريجينستاين أنه في حالة مورست الطريقة بشكل صحيح مع أنظمة التقييد المناسبة، يؤدي الذبح الكوشر إلى القليل من الألم والمعاناة، ويلاحظ أن ردود الفعل السلوكية للشق الذي يحدث أثناء ذبح كوشير هي أقل من تلك الموجودة في طرق آخرى.

### طقوس الختان

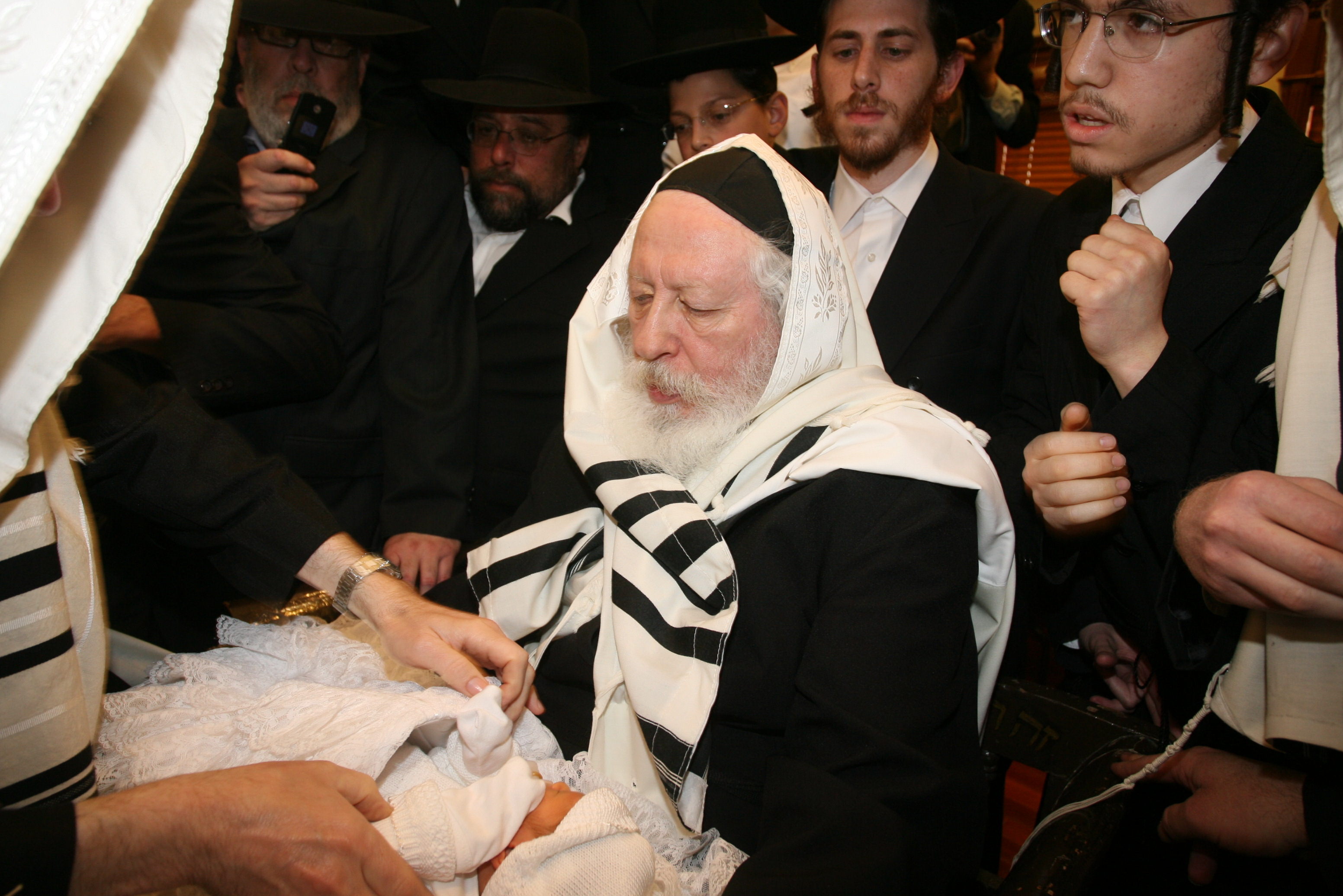
طقوس الختان في اليهودية.

تتعرض ممارسة ختان الذكور اليهودية، أو ختان الذكور الرضع، في كل من العصور القديمة والحديثة إلى انتقادات وعلى أنها مؤلمة وقاسية، أو تشوه الأعضاء التناسلية بسبب إجرائها دون موافقة الصبي.
في الثقافة الهلنستية أعتبر الختان أمر مثير للإشمئزاز، واعتبر تشوهًا جسديًا، ومُنع الرجال المختونون من المشاركة في الألعاب الأولمبية. ومارس بعض اليهود الهلنستيين التشنج. في الإمبراطورية الرومانية، كان يُنظر إلى الختان على أنه عمل بربري ومثير للاشمئزاز. وفقاً للتلمود، حكم القنصل الروماني تيتوس فلافيوس كليمنس بالموت من قبل مجلس الشيوخ الروماني في عام 95 م لقيامه بختان نفسه والتحويل إلى اليهودية. ونهى الإمبراطور هادريان (117-138) عن الختان.
عدد متزايد من اليهود المعاصرين والمجموعات اليهودية الانتقائية في الولايات المتحدة والمملكة المتحدة وإسرائيل، من المتدينين والعلمانيين، يختارون عدم ختان أبنائهم. من بين الأسباب التي تكمن في اختيارهم هي أن الختان هو شكل من أشكال إساءة معاملة الأطفال التي تنطوي على تشويه الأعضاء التناسلية للرجال والعنف ضد الرضع العاجزين، وانتهاكًا لحقوق الأطفال، وأن الختان هو أمر خطير، وغير ضروري، ومؤلم، ويشكل صدمة نفسية ومثيرة للقلق الطفل، والذي يمكن أن يسبب المزيد من التعقيدات النفسية الجسدية، بما في ذلك الإعاقة الخطيرة وحتى الموت. ويساعدهم عدد صغير من الحاخامات «الإصلاحيين» و«الليبراليين» و«إعادة البناء»، حيث طوروا مراسم ترحيب أخرى والتي يطلقون عليها اسم «ميثاق السلام» لهؤلاء الأطفال، وقُبلت أيضاً من قبل اليهودية الإنسانية.

## انتقادات بين الفروع اليهودية

### نقد اليهودية المحافظة من الفروع الأخرى
تُنتقد اليهودية المحافظة من قبل بعض زعماء اليهودية الأرثوذكسية لعدم اتباعها بشكل صحيح الشريعة اليهودية. كما ينتقدها أيضاً بعض زعماء اليهود الإصلاحيين لكونهم على خلاف مع مبادئ أعضائها الشباب حول قضايا مثل الزاوج المختلط، والنسب الأبوي، وترسيم المثليين جنسياً وهي قضايا التي تعارضها اليهودية المحافظة وتؤيدها اليهودية الإصلاحية. وتحركت حركة المحافظين منذ ذلك الحين في اتجاه السماح للحاخامات المثليين و «الاحتفال بمراسيم زواج المثليين».

## نقد من أديان أخرى

### من المسيحية

#### انتقاد بولس لليهودية
ينتقد بولس الطرسوسي اليهود بسبب إخفاقهم في الإيمان بأن يسوع هو المسيح،رومية 10/30] ولأفكارهم حول وضعهم المفضل وعدم المساواة مع الأمم.رومية 27/3] وأحد الانتقادات لليهودية التي أدلى بها بولس هو أنه دين قائم على القانون بدلاً من الإيمان. في العديد من التفسيرات لهذا النقد الذي تم إجراؤه قبل منتصف القرن العشرين، كانت اليهودية تُعتبَر معيبة بشكل أساسي بسبب خطيئة استقامة الذات. والقضية معقدة بسبب الاختلافات في الأشكال اليهودية الموجودة في ذلك الوقت. يجادل بعض العلماء بأن نقد بولس للديانة اليهودية صحيح، بينما يقترح آخرون أن نقد بولس موجه نحو اليهودية الهلينستية، وهي الشكل التي كان بولس مألوفًا لها، بدلاً من اليهودية الربانية، التي تجنبت الخط المتشدد من اليهودية الذي احتضنه بولس قبل تحوله للمسيحية. وهناك أيضاً سؤال حول من كان بولس يخاطب. رأى بولس نفسه رسولًا للوثنيين، ومن غير الواضح ما إذا كان نص الرومان موجَّهًا إلى أتباع يسوع اليهود (كما كان بولس)، أم الوثنيين، أم كليهما. وإذا كان الالتزام بالقانون اليهودي مطلبًا للخلاص، فعندئذٍ سيتم رفض الخلاص للوثنيين دون تحول إلى اليهودية. ويجادل كريستر ستيندال على طول خطوط مماثلة، وفقاً لبولس، رفض اليهودية للمسيح كمنقذ هو ما يسمح بالخلاص لغير اليهود، وأن هذا الرفض جزء من خطة الله الشاملة، وأن إسرائيل ستخلص أيضاً.

#### صلب يسوع
الفكرة القائلة بأن اليهودية والشعب اليهودي بشكل جماعي هما المسؤولان عن صلب يسوع، وكثيراً ما يمثلان في الادعاء بأن «اليهود صلبوا يسوع»، في صورة بارزة في الكتابات المعادية للسامية. ذكره بولس في العهد الجديد. غير أن علاقات اليهود مع الكنيسة الكاثوليكية لم تتحسن حتى عهد البابا بولس السادس الذي برئ اليهود من تهمة لاحقتهم طويلاً وهي قتل يسوع صلبًا، وقد جاءت التبرئة استنادًا إلى إنجيل لوقا 48/23 وغيره من المواضع، وجاء المجمع الفاتيكاني الثاني ليؤكد ما ذهب إليه البابا وطالب بعلاقات طبيعية مع اليهود. وحالياً معظم المسيحيين، يرفضون تحميل اليهود مسؤولية دم المسيح.

### من الإسلام
يتم إعطاء مكان بارز في الجدل القرآني ضد اليهود لمفهوم ملة إبراهيم. ويقدم القرآن المسلمين على أنهم ليسوا يهودًا أو مسيحيين بل أتباع إبراهيم الذي كان بمعنى جسدي أب اليهود والعرب وعاش قبل إعلان التوراة. ومن أجل إظهار أن الدين الذي يمارسه اليهود ليس هو الدين النقي لإبراهيم، يذكر القرآن حادثة عبادة العجل، ويقول أن اليهود لا يؤمنون بجزء من الوحي المعطى لهم، وأن أخذ الربا يدل على دنيتها وعصيانها من الله. علاوة على ذلك، يدعي القرآن أنهم ينسبون إلى الله ما لم يكشفه. ووفقاً للقرآن، فقد رفع اليهود شخصية اسمها عزير على أنها "ابن الله". وإن شخصية عزرا، والتي افترض أنها الشخصية التي ذكرها القرآن (وإن لم يكن بها دليل مؤيد لاقتراح عزرا وعزير أن يكون الشخص نفسه) أصبحت مهمة في أعمال العالم الإسلامي الأندلسي اللاحق ابن حزم، الذي اتهم عزرا صراحة كونه كاذباً وزنديق قام بتزوير وإضافة استقراءات إلى نص الكتاب المقدس. في كتابه الجدلي ضد اليهودية، قدم ابن حزم قائمة بما قال إنه أخطاء وتناقضات كرونولوجية وجغرافية. ووفقا له من المستحيلات اللاهوتية (تعبيرات مجسّمة، وقصص الزنا، ونسب الخطايا إلى الأنبياء)، وكذلك عدم وجود انتقال موثوق به (تواتر) للنص. وكتب هيربرت بوسه "التفسير الوحيد هو افتراض أن محمد، في خضم الجدل، أراد أن يتهم اليهود بعقيدة هرطقة على قدم المساواة مع هرطقة العقيدة المسيحية التي تعلم الطبيعة الإلهية ليسوع. ويمكن الاستفادة من التقدير العالي الذي تم منحه عزرا في اليهودية. وورد في القرآن: ﴿لَتَجِدَنَّ أَشَدَّ النَّاسِ عَدَاوَةً لِلَّذِينَ آمَنُوا الْيَهُودَ وَالَّذِينَ أَشْرَكُوا وَلَتَجِدَنَّ أَقْرَبَهُمْ مَوَدَّةً لِلَّذِينَ آمَنُوا الَّذِينَ قَالُوا إِنَّا نَصَارَى ذَلِكَ بِأَنَّ مِنْهُمْ قِسِّيسِينَ وَرُهْبَانًا وَأَنَّهُمْ لَا يَسْتَكْبِرُونَ ۝٨٢﴾.